# Karabinek sportowy wz. 48
5,6 mm karabinek sportowy wz. 48 (kbks wz. 48) – polski jednostrzałowy karabinek sportowy, przeznaczony do szkolenia żołnierzy.
Kbks wz. 48 skonstruowany został przez Bohdana Szpaderskiego na przełomie lat 40/50 XX w., jako broń pomocnicza w szkoleniu strzeleckim żołnierzy (nauka celowania, ściągania i kontrolowania spustu itp.). Z tego też względu jego budowa zbliżona była do używanych w tamtym okresie w Ludowym Wojsku Polskim karabinków Mosin wz. 44. Jako broń ćwiczebna posiadał jednak znacznie uproszczoną konstrukcję (brak magazynka, możliwości regulacji spustu, stosowania różnych przyrządów celowniczych) i przystosowany był do zasilania amunicją bocznego zapłonu 5,6 × 15 mm R (22. LR). Produkowany od 1950 r. do końca lat pięćdziesiątych. Posiadał zdolność przebicia bala sosnowego o grubości 60 mm z odległości 50 m..